# Каравоника
Каравоника (итал. Caravonica) — коммуна в Италии, располагается в регионе Лигурия, в провинции Империя.
Население составляет 315 человек (2008 г.), плотность населения составляет 64 чел./км². Занимает площадь 5 км². Почтовый индекс — 18021. Телефонный код — 0183.
Покровителем коммуны почитается святой архангел Михаил, празднование 29 сентября.

## Демография
Динамика населения:

## Администрация коммуны
- Официальный сайт: